# 베링언

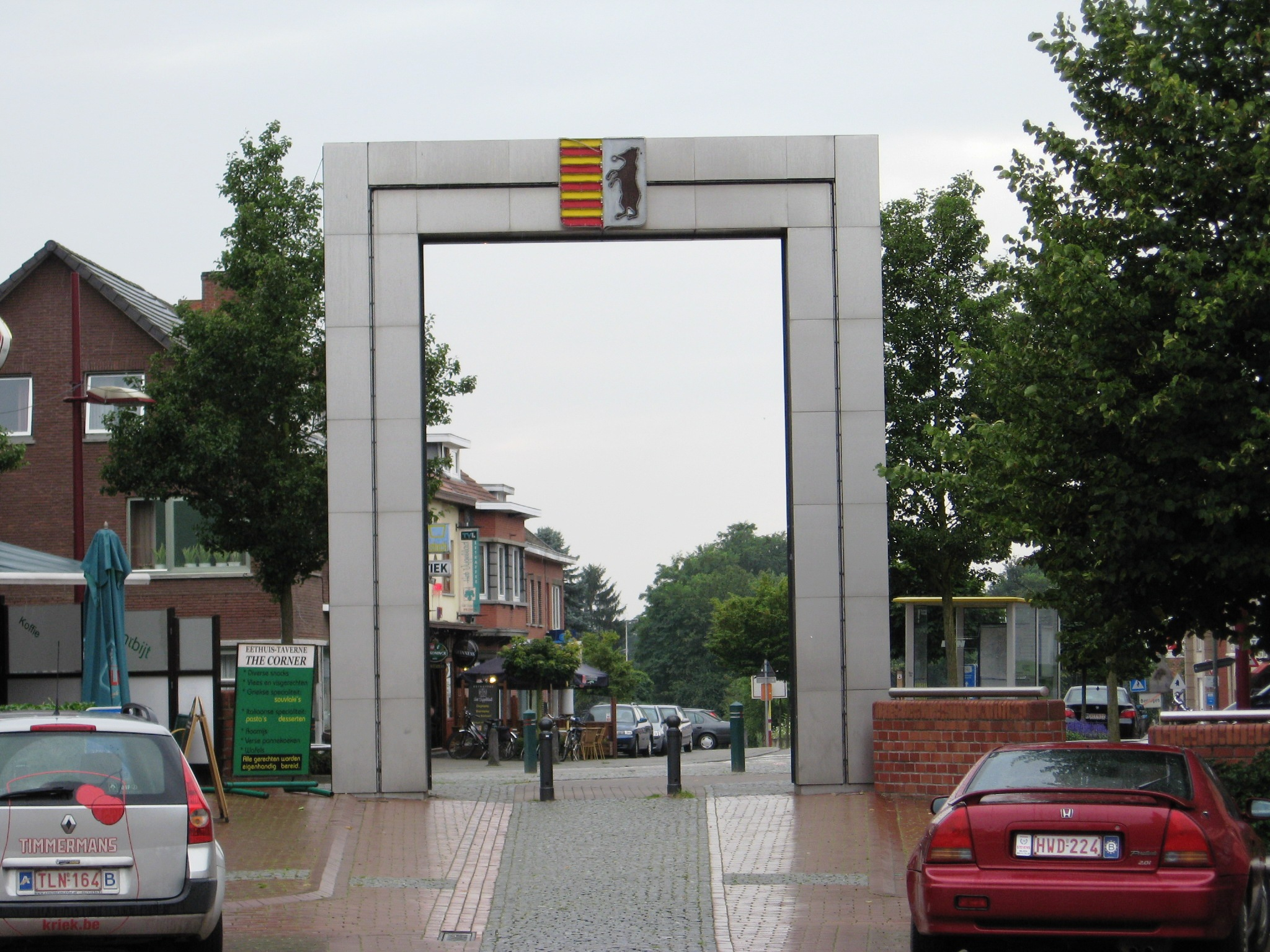
베링언

베링언(네덜란드어: Beringen)은 벨기에 플란데런 지역 림뷔르흐주에 위치한 도시로 면적은 78.30km2, 인구는 45,242명(2016년 1월 1일 기준), 인구 밀도는 580명/km2이다.

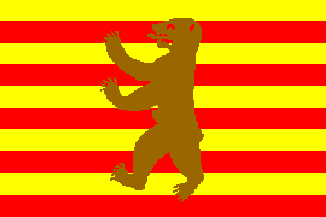
시기
시 문장